# Matriu (gravat)

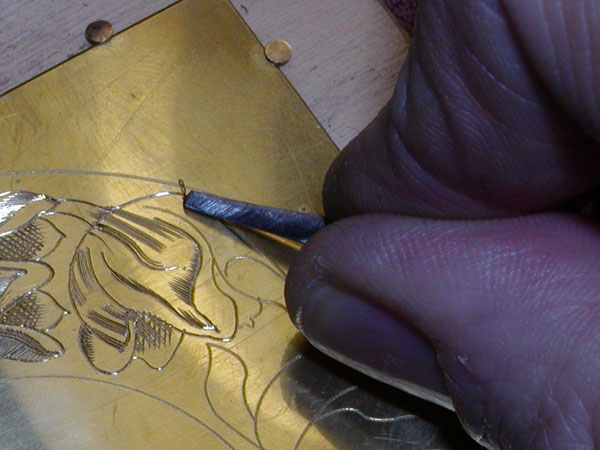
Calcografia

En les diferents tècniques de gravat, una matriu o planxa és l'original que permet realitzar un cert nombre d'exemplars (també anomenats gravats o estampes) mostrant un dibuix determinat.
L'objectiu de l'artista gravador és, precisament, la difusió dels exemplars estampats. Una planxa ben conservada permet la reproducció d'un gran nombre de "còpies".

## Tècniques de gravat
Els materials de les matrius han determinat la denominació de les diverses tècniques de gravat:
- Planxes de fusta (xilografia)
- Planxes de coure, bronze o llautó (calcografia)
- Matrius de pedra (litografia)
- Planxes de linòleum (linogravat)
- Matrius de seda o niló (serigrafia)

A més del nom i del material emprat, cada tècnica suposa una forma de treball específica i ofereix unes possibilitats artístiques particulars.

## Materials

### Xilografia

#### Gravat a fibra o fil
El gravat a fil és aquell que es realitza en la direcció de les betes de la fusta, tasca que normalment es realitza amb gúbies. Es considera el mètode més antic de gravat i ha estat la tècnica bàsica del gravat en relleu durant segles.
Tradicionalment s'utilitzen més les fustes de fruiters, com el cirerer o la perera; el roure té una fusta massa dura per a ser tallada. El segle xx, els artistes han preferit fustes més toves, com el pi.

#### Gravat per testa, a contrafibra o contrafil
Per a realitzar un gravat a contrafil, l'artista empra sobretot el burí, amb el qual grava la imatge a la testa, en direcció transversal.
Aquesta modalitat s'utilitzava sobretot per a  il·lustrar revistes i llibres. S'acostuma a emprar la fusta de boix, encara que també són adients les de cirerer i perera. La superfície d'aquestes fustes és dura per naturalesa, el que permet a l'artista crear imatges de gran detall amb línies fines. Variant els espais entre les línies gravades, l'artista pot crear els subtils efectes tonals que són propis d'aquesta tècnica.

### Calcografia
Etimològicament la paraula calcografia ve dels termes grecs χαλκός ("khalkós") que significa coure o bronze i γραφή ("graphé") escriptura. És la tècnica d'estampació en què s'utilitza una matriu de metall. Els metalls més emprats són el coure, el llautó, el ferro, el zinc i l'acer. La calcografia és una tècnica d'estampació inclosa en el gravat al buit. És a dir, la tinta entra on s'ha gravat o buidat la matriu. Avui gairebé en desús, llevat per a l'obtenció i duplicació d'obres d'art.

### Litografia
La planxa o matriu litogràfica es feia d'una pedra calcària especial amb qualitats litogràfiques.

### Linogravat
En aquest cas la matriu és de linòleum, sovint insertada en un marc de fusta que li dona rigidesa i ajuda a conservar una superfície plana.

### Serigrafia
Les matrius serigràfiques es basen en teixits o làmines amb porositat determinada. Antigament es feien de seda teixida i tensada sobre un marc. Els teixits sintètics són més estables. Els fils no varien tant de dimensions entre els estats d'estar mullats o no de tinta.
Hi ha malles modernes de teixits metàl·lics o, fins i tot, làmines de metall o aliatges molt fines amb multitud de porus molt petits i nombrosos.